# Leister-Gruppe
Die Leister-Gruppe mit Sitz in Kägiswil, Kanton Obwalden in der Schweiz ist ein Hersteller von Kunststoffschweissgeräten, Komponenten für Prozesswärme, Lasersystemen, Gassensoren und Mikrooptik. Die Gruppe ist weltweit in über 100 Ländern tätig.

## Geschichte
Karl Leister (1923–1993) gründete 1949 das Einzelunternehmen Karl Leister Elektro-Gerätebeau in Solingen. Dort produzierte er zunächst Heizgeräte und -strahler im Keller seines Elternhauses. Das erste Produkt war der Handstaubsauger Leister FIX W200, gefolgt vom Leister KOMBI, ein Heissluft-Gerät zum Schweissen thermoplastischer Kunststoffe. Leister eröffnet das erste Betriebsgebäude in Solingen und baute ab 1953 das Vertriebsnetz aus. Im Januar 1963 eröffnete er mit drei Mechanikern einen zweiten Standort zur Entwicklung und Produktion von Schweissgeräten im Sarner Dorfteil Kägiswil. Kurz darauf lief die Produktlinie Process Heat an, die Lufterhitzer und Gebläse umfasst. Im Jahr 1977 wurden sämtliche Geschäftsaktivitäten in die Schweiz verlegt. Es folgte 1979 der Aufbau der eigenen Motorenfertigung. Leister erweiterte die Produktionskapazitäten, baute ein weltweites Vertriebsnetz auf und war ab den 1980er Jahren in Europa, Asien und Lateinamerika aktiv.
Nach dem Tod seiner ersten Ehefrau wurde Christiane Leister (1955–2025) geb. Böhnke die 2. Ehefrau von Karl Leister. Sie übernahm ab 1989 Aufgaben in dem Unternehmen. Nach dem Tod von Karl Leister im Jahr 1993 übernahm sie die Geschäftsführung der Leister Process Technologies. In den 1990er Jahren begann die Expansion des Unternehmens in weitere Geschäftsbereiche, darunter eine Produktlinie für Lasersysteme sowie die Felder Gas-Sensorik und Mikrooptik. Letztere wurden später in die Tochtergesellschaft Axetris ausgelagert. Für diese ging 1999 ein Reinraum in den Betrieb. 2014 gab Christiane Leister die operative Führung ab.
2008 wurde der Hauptsitz an die Galileo-Strasse in Kägiswil verlegt. 2011 wurden das Einzelunternehmen Leister Process Technologies (mit den Geschäftsbereichen Leister und Axetris) und die Leister-Unternehmen im Ausland in eine Konzernstruktur überführt. Die Holding der neuen Leister-Gruppe ist die Leister AG. 2014 wurde das Unternehmen Seamtek LLC, USA, erworben, um den Markt für das Folien-Schweissen auszubauen. Während Leister vorher ausschliesslich Schweiss-Automaten im Sortiment geführt hatte, erfolgte mit Seamtek der Einstieg in die stationären Schweissmaschinen.

## Organisation und Geschäftsdaten
Leister AG ist seit 2011 die Holding der Leister-Gruppe. Sie hat ihren Hauptsitz in Kägiswil. Die Schweizer Unternehmensteile sind hauptsächlich in der Forschung und Produktion aktiv. Dabei bildet die Leister Technologies AG mit ihren Geschäftsbereichen Kunststoffschweissen, Process Heat und Laser-Kunststoffschweissen den ursprünglichen Unternehmenskern. Sie produziert Geräte zum Schweissen thermoplastischer Kunststoffe, Heissluftmodule und Infrarotsysteme für industrielle Prozesswärme und Anlagen für das Laser Plastic Welding. Dazu kommt die Axetris AG, die in der Gas-Sensorik und Mikrooptik aktiv ist. Seit 2011 ist Axetris ein eigenständiges Unternehmen der Gruppe. Sie hat ihren Sitz in Kägiswil. Die Ascent GmbH gehört ebenfalls zu den Schweizer Unternehmen in der Leister-Gruppe.
Die sieben internationalen Niederlassungen konzentrieren sich auf Vertrieb von Leister-Produkten und Dienstleistungen. Es gibt Niederlassungen in Hagen (Deutschland, seit 1999), Itasca (Illinois, Vereinigte Staaten, seit 2000), Shanghai (China, seit 2004), Chennai (Indien, seit 2007), Osaka (Japan, 2011), Houten (Niederlande, seit 2012) und Mailand (Italien, seit 2013).

## Bildung und Wissenschaft
Die Leister-Stiftung arbeitet mit verschiedenen Organisationen und Institutionen zusammen. Beispielsweise mit der «ETH Zürich Foundation» zur Unterstützung der Forschung und Lehre an der ETH Zürich, mit der «EPFL – École Polytechnique Fédérale de Lausanne» im Rahmen eines Student-Support-Programs mit dem «Swiss Science Center Technorama» in Winterthur, mit der Stiftung «Schweizer Jugend forscht» und mit dem Verein «NaTechEducation».

## Auszeichnungen
Für ihre technologischen Entwicklungen erhielt Leister u. a. folgende Auszeichnungen:
- 2000 – Swiss Technology Award für Laser-Maskenschweissen mit 100 µm Schweissgenauigkeit
- 2004 – Swiss Technology Award für Laser-Globo-Schweissen, 3D-Konturprozess mit direktem Fügedruck